# Janusz Pyciak-Peciak
Janusz Gerard Pyciak-Peciak, född den 9 februari 1949 i Warszawa, Polen, är en polsk idrottare inom modern femkamp.
Han tog OS-guld i den individuella tävlingen i samband med de olympiska tävlingarna i modern femkamp 1976 i Montréal.